# Onthophagus falcarius
Onthophagus falcarius là một loài bọ cánh cứng trong họ Bọ hung (Scarabaeidae).